# Аутобус амфибија
Аутобус амфибија, амфи-бус (енгл. Amphi-bus), је специјално амфибијско возило намењено за туристичка разгледања са копна и воде и друге садржаје на води. Прво возило за потребе туристичке агенције из Монтреала настало је након адаптације и доградње шасије војне амфибије 1985. године.

## Историјат
Први туристички аутобус амфибија који је конструисан за потребе компаније Амфи турс АД из Монтреала почео је са радом 22. августа 1985. године. Пре него што је трансформисана у популарну троуристичку атракцију Монтреала, амфибија је некада била војно возило.

## Намена
Поред свакодневног разгледања Монтреала, према унапред прописаном распореду, амфи-бус своје услуге пружа од 1. јуна до 7. септембра, на сваки сат од 10,00 до 23,00 часа, или по посебном распореду.
Амфи турс АД нуди и посебан облик двочасовног вечерњег разгледања града са реке уз уживање уз ватромет, музику и чашу шампањца. Тако аутобус амфибија, постаје посебно место за уживање у величанственом ватромету (који се у облику такмичења сваког лета одржава у Монтреалу), уз чашу шампањца у руци, док возило које плови по реци запљускују таласи реке. 
Све лепоте оваквог начина разгледања града, и његових културно-историјских споменика, најбоље осликава изјаве једног од задовољних туриста: 
Ја сам током једночасовног путовања (амфи-бусом) научио више него што сам то успео живећи у последњих 20 година у овом граду.

## План обиласка
Током обиласка возило прво вози туристе кроз улице Монтреал, поред Богородичине цркве и Бонсур Маркета..., а затим улази у воде реке Сен Лоран и тридесет минута плови кроз грандиозне канале градске луке на њеној левој обали. По изласку на копно анфи-бус поново наставља обилазак историјских знаменитости старог градског језгра Монтреала, све до полазне станице испред Центра науке у Монтреалу.